# Ata Kandó
Ata Kandó, született Görög Etelka (Budapest, 1913. szeptember 17. – Bergen, 2017. szeptember 14.) magyar származású holland fotográfus, fotóművész.

## Életrajza
Szülei G. Beke Margit és Görög Imre írók és műfordítók, nagyapja Beke Manó, matematikus. Az 1920-as évek végén a Műhely nevű grafikai iskolába járt; a Bauhausból hazatért Bortnyik Sándor alapította magániskolában ismerte meg Kandó Gyula festőművészt, akihez feleségül ment.  Kandóval költözött Párizsba, ahol megismerte a nyomorgó emigráns művészek életét. 1936-ban egy barcelonai plakátkészítő versenyen vele nyerte el a fődíjat, egy kamerát. 80 évvel később egy interjúban Ata Kandó ezt a mozzanatot emelte ki élete döntő fordulataként.
A harmincas évek végén újra Pesten éltek. Ata Wachter Klárától, Haár Ferenctől, Pécsi Józseftől tanult fotózni, Reismann Mariannál laborált. 1938-ban ismét Párizsban próbált szerencsét, ekkor már fotográfusként, de miután a németek megszállták Franciaországot, férjével visszatért Budapestre. A háború alatt születtek gyermekeik, egy fiú és egy lány ikerpár. A szűkebb család túlélte az ostromot, de Ata húga a háború végén aknára lépett. 1947-ben ismét Franciaországba indultak, Kandó Gyula azonban két évvel később visszatért és hosszú évekig nem találkoztak ezután.
Ata Párizsban, Robert Capa jóvoltából a Magnum ügynökség fotósainak fényképeit laborálta. Itt ismerte meg Ed Van der Elsken holland fotográfust, akivel 1954-ben Amszterdamba ment. Nemsokára ez a házasság is válással végződött, Ata azonban családjával Hollandiában maradt.
Családfenntartóként eleinte divatlapoknak dolgozott, majd az ötvenes évektől tanítani kezdett az utrechti MTS Grafikai Intézetben. Az 1960-as évtized hozta el számára a hosszabb és távoli utazások lehetőségét. Egy volt fotómodell barátnője, Barbara Brändli révén jutott el Venezuelába, először 1961-ben. Első útját továbbiak követték. A Hold véréből című, 1970-ben Budapesten megjelent könyvében számolt be dél-amerikai élményeiről. 1979–1999 között a fia közelében, a kaliforniai Sacramentóban, 1999-től 2001-ig egyik lányánál, a brit Isle of Wight szigetén, 2001 óta pedig a hollandiai Bergenben, egy idősek otthonában élt. Fotói a világ több gyűjteményében megtalálhatók. 2016-ban Rotterdamban, a Holland Fotómúzeumban nyílt kiállítása.

## Fotókönyvek
Ata Kandó az ötvenes évek közepén kezdett fotókönyveket összeállítani. 1956 karácsonyára jelent meg a Violette Corneliusszal közösen készített cím nélküli albuma, amelynek bevételeit a szerzők az októberi forradalom leverése után menekülő magyar gyermekek javára ajánlották fel.
1954-ben svájci és ausztriai vidékeken kirándulva készítette el az Álom az erdőben (Droom in het woud) című, 1957-ben kiadott fotókönyvének felvételeit. "Szintén saját kis modelljeivel tervezte meg a – csak 2004-ben – Kalypso & Nausicaa címmel megjelent kötetét. Ata e képein keresztül a mítosz nyomába szegődött, Odüsszeusz elképzelt bolyongását úgy fényképezve, hogy akár a láthatatlant is meg tudja mutatni."

## Származása
| Ata Kandó (szül. Görög Etelka) (Budapest, 1913. szept. 17– Bergen, 2017. szept. 14.) fotográfus | Apja: Görög Imre (1901-ig Gussmann Ignác) (Budapest, 1882. dec. 26.– Budapest, 1974. nov. 16.) író, műfordító, tanár | Apai nagyapja: Gussmann Simon (Újvidék, kb. 1843– Budapest, 1922. aug. 22) kereskedő                                       | Apai nagyapai dédapja: Gussmann Ignác        |
| Ata Kandó (szül. Görög Etelka) (Budapest, 1913. szept. 17– Bergen, 2017. szept. 14.) fotográfus | Apja: Görög Imre (1901-ig Gussmann Ignác) (Budapest, 1882. dec. 26.– Budapest, 1974. nov. 16.) író, műfordító, tanár | Apai nagyapja: Gussmann Simon (Újvidék, kb. 1843– Budapest, 1922. aug. 22) kereskedő                                       | Apai nagyapai dédanyja: Hirsch Ilona         |
| Ata Kandó (szül. Görög Etelka) (Budapest, 1913. szept. 17– Bergen, 2017. szept. 14.) fotográfus | Apja: Görög Imre (1901-ig Gussmann Ignác) (Budapest, 1882. dec. 26.– Budapest, 1974. nov. 16.) író, műfordító, tanár | Apai nagyanyja: Frank Jenny (másképp: Frank Eugénia) (Pest, 1854. szept. 29.– Budapest, 1931. nov. 2.)                     | Apai nagyanyai dédapja: Frank Márkus         |
| Ata Kandó (szül. Görög Etelka) (Budapest, 1913. szept. 17– Bergen, 2017. szept. 14.) fotográfus | Apja: Görög Imre (1901-ig Gussmann Ignác) (Budapest, 1882. dec. 26.– Budapest, 1974. nov. 16.) író, műfordító, tanár | Apai nagyanyja: Frank Jenny (másképp: Frank Eugénia) (Pest, 1854. szept. 29.– Budapest, 1931. nov. 2.)                     | Apai nagyanyai dédanyja: Deutsch Rézi        |
| Ata Kandó (szül. Görög Etelka) (Budapest, 1913. szept. 17– Bergen, 2017. szept. 14.) fotográfus | Anyja: G. Beke Margit (Gödöllő, 1890. júl. 11.– Budapest, 1988. aug. 30.) író, műfordító                             | Anyai nagyapja: Beke Manó (1884-ig Beck Manó) (Pápa, 1862. ápr. 24.– Budapest, 1946. jún. 27.) matematikus, egyetemi tanár | Anyai nagyapai dédapja: Beck Lipót pékmester |
| Ata Kandó (szül. Görög Etelka) (Budapest, 1913. szept. 17– Bergen, 2017. szept. 14.) fotográfus | Anyja: G. Beke Margit (Gödöllő, 1890. júl. 11.– Budapest, 1988. aug. 30.) író, műfordító                             | Anyai nagyapja: Beke Manó (1884-ig Beck Manó) (Pápa, 1862. ápr. 24.– Budapest, 1946. jún. 27.) matematikus, egyetemi tanár | Anyai nagyapai dédanyja: Herzog Fanni        |
| Ata Kandó (szül. Görög Etelka) (Budapest, 1913. szept. 17– Bergen, 2017. szept. 14.) fotográfus | Anyja: G. Beke Margit (Gödöllő, 1890. júl. 11.– Budapest, 1988. aug. 30.) író, műfordító                             | Anyai nagyanyja: Stern Júlia (Pest, 1866. jan. 27.– Budapest, 1959. aug. 26.)                                              | Anyai nagyanyai dédapja: Stern Móric         |
| Ata Kandó (szül. Görög Etelka) (Budapest, 1913. szept. 17– Bergen, 2017. szept. 14.) fotográfus | Anyja: G. Beke Margit (Gödöllő, 1890. júl. 11.– Budapest, 1988. aug. 30.) író, műfordító                             | Anyai nagyanyja: Stern Júlia (Pest, 1866. jan. 27.– Budapest, 1959. aug. 26.)                                              | Anyai nagyanyai dédanyja: Stern Mária        |

## Külső hivatkozások
- Sándor Anna interjúja Archiválva 2017. március 26-i dátummal a Wayback Machine-ben
- Ata Kandó 100
- Molnár József filmje
- Ata Kandó rotterdami kiállítása Archiválva 2017. március 26-i dátummal a Wayback Machine-ben
- Madelaine és Ata Kandó beszélgetése
- Ata Kandó saját oldala
- 104 évesen halt meg a legidősebb magyar fotós